# Ботанічний сад Болонського університету
Ботанічний сад Болонського університету, (італ. Orto Botanico dell'Università di Bologna), також відомий як Orto Botanico di Bologna, — це ботанічний сад у складі Болонського університету. Він розташований за адресою Via Irnerio, 42, 40126 Болонья, Італія, і працює щодня, крім неділі.
Заснований у 1568 році, сад є одним із найстаріших у Європі, після ботанічних садів у Пізі, Падуї та Флоренції. Хоча ранні записи свідчать про сад з лікарськими травами Болоньєзи, датований 1365 роком, актуальний сад також лічить немало років, датований за пропозицією ботаніка Луки Ґіні (1490—1556), який власне створив Orto botanico di Pisa, і фактично був закладений його наступником Уліссе Альдронванді (1522—1605). Цей прадавній сад був розбитий у Палаццо Публіко, у дворі поблизу сьогоднішньої Сала Борса, але частково переміщений у 1587 р. на більшу ділянку в Борґетто Сан-Джуліано (сьогоднішня Порта Сан-Стефано) площею близько 5000 м². До 1653 року каталог саду було налічував близько 1500 видів.
У 1740 р. сад переїхав до Порта Сан-Стефано, а в 1745 р. почалося будівництво гібернакулюму — парника, де взимку перетримували екзотичні рослини. В 1765 році були додані неокласичні теплиці за проєктом Франческо Тадоліні, які й досі стоять на вулиці Сан-Джуліано. У 1803 році сад знову перемістився на теперішнє місце. На початку 1900-х років сад зазнав періоду серйозної занедбаності, і справді він заріс густим природним лісом, а бомбардування в 1944 році знищило оранжереї наполеонівських часів. Однак після закінчення Другої світової війни сад було поступово відновлено.
Сьогоднішній сад містить близько 5000 зразків, що представляють 1200 таксонів. Його ділянка приблизно прямокутна, площею близько 2 га, з такими основними ознаками:
- Палісадники — насамперед дерева, включаючи Albizia julibrissin, Ginkgo biloba, Ilex aquifolium, Liriodendron tulipifera, Metasequoia glyptostroboides, а також Musa basjoo, Phyllostachys viridis та фонтан.
- Задній сад — реконструкція типового місцевого лісу з твердих порід дерев, з теплицями, Orto dei Semplici, тематичними колекціями (включаючи колекції альпійських рослин і хижих рослин) та лісом.
- Ліс — Carex pendula, Corylus avellana, Equisetum telmateia, Hedera helix, Lonicera xylosteum, Populus alba, Salix purpurea, Sambucus nigra тощо.
- Ставок / водно-болотні угіддя
- Тропічні теплиці — бромелієві та орхідеї, кава, пальмові дерева, прянощі та лікарські рослини і рослини, що становлять економічний інтерес
- Оранжерея сукулентних рослин — приблизно 5000 сукулентних екземплярів із Центральної та Південної Америки, Африки, Мадагаскару та Канарських островів.
- Теплиця м'ясоїдних рослин — м'ясоїдні рослини з родів Drosera, Pinguicula та Utricularia.
- Orto dei Semplici — традиційний сад лікарських трав і приправ, облаштований за найпоширенішим використанням рослин.